# Itala Vivan
Itala Vivan (Udine, 6 febbraio 1936) è una saggista e africanista italiana.
Itala Vivan, professore ordinario già alla Facoltà di Scienze Politiche dell'Università degli Studi di Milano, angloamericanista,è una delle massime studioseitaliane di letterature africane e un'osservatrice della produzione culturale dell'Africa e in particolare del Sudafrica. Si è formata come comparatista nelle università statunitensi, e quindi nel settore degli studi postcoloniali e culturali, analizzando le società e le culture nella transizione dalla situazione coloniale a quella postcoloniale e osservando la condizione femminile e la vicenda della schiavitù moderna figlia degli imperi europei.

## Biografia
Si è formata in Italia e negli Stati Uniti, per poi laurearsi nel 1959 in Lingue e Letterature straniere all'Università Cattolica  di Milano: ha studiato quindi per il dottorato in studi comparati alla Rutgers University nel New Jersey che ha frequentato grazie a una borsa Fulbright.
Tra il 1971 e il 1975 è stata attaché presso l'Istituto Italiano di Cultura di Londra. Docente di Letteratura inglese prima all'Università di Bari (1975-1980), poi all'Università di Verona e all'Università di Udine, è stata infine docente ordinario alla Facoltà di Scienze politiche dell'Università degli Studi di Milano (1990-2006) dove ha insegnato studi culturali e postcoloniali.
Tra il 1980 e il 1983 è stata visiting professor alla Columbia University di New York nel dipartimento di studi comparati.
Itala Vivan è una studiosa e ricercatrice che contribuisce agli studi postcoloniali e agli studi culturali. Partendo dalla letteratura e dalla storia con un approccio comparativo, multidisciplinare e fortemente internazionale, i suoi studi spaziano sulle arti visive, i musei culturali, la cultura contemporanea in generale e la storia e evoluzione sociale del Sudafrica.
Attraverso un intenso lavoro di pubblicazione, Itala Vivan ha svolto un ruolo centrale in Italia nel far conoscere le letterature africane contemporanee. Ha curato la pubblicazione di romanzi e di raccolte di racconti per le case editrici Giunti, Feltrinelli, Adelphi, Baldini Castoldi Dalai. Ha fondato e diretto la collana di letterature africane e caraibiche Il lato dell'ombra per la casa editrice Edizioni Lavoro. Ha avuto un ruolo attivo nel promuovere la partecipazione di scrittori africani al Festivaletteratura di Mantova. Ha studiato, e tuttora studia, gli esiti letterari dei nuovi scrittori italiani di origine africana.
Tra gli autori curati da Itala Vivan vi sono Wole Soyinka, Nadine Gordimer,Chinua Achebe, Nagib Mahfuz, Olive Schreiner, Elsa Joubert, Buchi Emecheta, Pepetela, Mia Couto, Thomas Mofolo, Richard Rive, Tahar Ben Jelloun, Sipho Sepamla, Zoe Wicomb, Bessie Head, Amadou Hampâté Bâ, Amos Tutuola, Rose Zwi, Ken Saro-Wiwa, Nuruddin Farah, Driss Chraïbi, Ken Saro-Wiwa, André Brink, Peter Abrahams, Arthur Maimane, Lisandro Otero, Abdelkébir Khatibi, Abdlewahab Meddeb, Rachid Boudjedra, Cyprian Ekwensi, Jean Jacques Alexis, Jacques Roumain, Maryse Condé, Sony Labou Tansi, ecc..
Grazie alla sua partecipazione a convegni e conferenze e all'organizzazione di eventi, nonché alla collaborazione con quotidiani e riviste tra i quali Rinascita, Paese Sera, Linea d'ombra, L'Unità,e varie altre, ha avuto un ruolo importante anche nel far conoscere a un ampio pubblico la cultura africana contemporanea.
Itala Vivan ha diretto la rivista "Culture", del dipartimento di Lingue e Culture Contemporanee della Facoltà di Scienze Politiche dell'Università degli Studi di Milano, ed è stata direttore scientifico della Biblioteca "Enrica Collotti Pischel" della Facoltà di Scienze Politiche di Milano contribuendo in modo molto significativo ad arricchire i fondi dell'istituto con pubblicazioni e riviste legate all'Africa e agli studi postcoloniali. È stata quindi direttore scientifico della Biblioteca della Scuola di Mediazione Interculturale dell'Università degli Studi di Milano (sede di Sesto S.Giovanni). Oggi fa parte della redazione della rivista Storia delle donne pubblicata online dall'Università degli Studi di Firenze e del comitato scientifico di "Scritture migranti" e varie altre riviste accademiche.

## Pubblicazioni
- Caccia alle streghe nell'America puritana, Rizzoli, Milano, 1972.
- Interpreti rituali: Il romanzo dell'Africa nera, Dedalo, Bari, 1978.
- Tessere per un mosaico africano: Cinque scrittori neri dall'esilio, Morelli, Verona, 1984.
- Africa australe: panorama letterario, CIES, Roma, 1987.
- The Flawed Diamond. Essays on Olive Schreiner, Dangaroo Press, Sydney, 1991.
- Introduzione (pp.i-xxx), apparati critici (pp. 550–564) e cura del volume Wole Soyinka, Torino: Utet,1995, pp. 564.
- Introduzione (pp.i-xL), apparati critici (pp. 575–582) e cura del volume Nadine Gordimer, Torino: Utet, 1995, pp. 582.
- curatela di:  Rose Zwi, Un altro anno in Africa, traduzione di Maria Pace Ottieri, introduzione di Clara Sereni, Roma, Edizioni Lavoro, 1995, ISBN 978-88-7910-696-2.
- Il Nuovo Sudafrica dalle strettoie dell'apartheid alle complessità della democrazia, La Nuova Italia, Firenze, 1996 (a cura di).
- Black in the white gaze : the presence of the African in South African literary texts in English, 1883-1994, Montedit, Milano, 1997.
- Alf Kumalo fotografo sudafricano / Alf Kumalo South African Photographer, Leonardo Arte, Milano 1998.
- Geography, Literature and the African Territory. Some Observations on the Western Map and the Representation of Territory in the South African Literary Imagination, in Remembering Africa, Elizabeth Muydimbe Boyi, ed., Portsmouth, NH: Heinemann, pp. 74–100.
- Le fuorilegge del testo. Grafie del sé, Adriatica, Bari, 2001.
- The Italian Territory of Nuruddin Farah's Fiction, in Perspectives on Post-Colonial Literature, ed. by D.C.R.A. Goonetilleke, London: Skoob, pp. 125–138, 2001.
- Phaedra's Impossibile Love and the Vulture of Redemption in Sarah Kane's Remake, in Thieves of Languages/Ladre di linguaggi, Facoltà di Lettere e Filosofia, Università degli Studi di Palermo, 2003 pp. 257–269.
- Corpi liberati in cerca di storia, di storie. Il Nuovo Sudafrica dieci anni dopo l'apartheid, a cura di Itala Vivan, Baldini Castoldi Dalai, Milano, 2005.
- Dalla Englishness alla Britishness, 1950-2000: Discorsi culturali in trasformazione dal canone imperiale alle storie dell'oggi, con Claudia Gualtieri, Carocci, Roma 2008.
- The Iconic Ship in the Atlantic Dialogue of Black Britai, in Recharting the Black Atlantic. Modern Cultures, Local Communities, Global Connections, eds A. Oboe, A.Scacchi, New York and London: Routledge, 2008, pp. 225–237
- Dalla Lambretta allo skateboard: Teorie e storia delle sottoculture giovanili britanniche (1950-2000), con Roberto Pedretti, Unicopli, Milano, 2009.
- La schiavitù dalle colonie degli imperi alle trasmigrazioni postcoloniali, a cura di Claudia Gualtieri e itala Vivan, Aiep, San Marino, 2009.
- Raccontare storie per costruire storia. La schiavitù nella narrativa di Toni Morrison, Storia delle donne, 2009, pp. 29–52.
- La diaspora africana al cuore degli ibridismi caraibici, in Pier Paolo Martino, a cura di, Exodus. Studi sulla letteratura anglo-caraibica, Bari: Edizioni B.A.Graphis, 2009, pp. 21–42.
- Mediare il testo: introduzioni e postfazioni, in Marco Catarci, Massimiliano Fiorucci, Donatello Santarone, a cura di, In forma mediata. Saggi sulla mediazione interculturale, Milano: Unicopli, 2009, pp. 169–183.
- I diritti della voce e il senso dell'ascolto/Les droits de la voix et le sens de l'écoute, in Cheikh Tidiane Gaye, Ode nascente/Ode naissante, poesie, Milano: Edizioni dell'Arco, 2009, pp. 6–17.
- AfricaMix to Babilonia: The African Voice Writing Italian, in The Global South, 5, 2, 2011, pp. 121–138.
- Il Sud rivisitato nella filigrana dell'Erlebnis personale, in Orizzonte Sud. Sguardi, prospettive, studi multidisciplinari su Mezzogiorno, Mediterraneo e Sud globale, a cura di L. Cazzato, Nardò (Lecce): Besa Editrice, Salento Books, 2011, pp. 47–63
- Prisma Sudafrica. La nazione arcobaleno a vent'anni dalla liberazione (1990-2010), con Lidia De Michelis, Claudia Gualtieri e Roberto Pedretti,Le Lettere, Firenze, 2012.
- The Mask and the Unheimlich in Caryl Phillips's Dancing in the Dark, in Caryl Phillips. Writing in the Key of Life, Bénédicte Ledent, Daria Tunca, eds, Rodopi: Amsterdam/New York, 2012, pp. 343–359
- L'Italia postcoloniale. I nuovi scrittori venuti dall'Africa, Nuova Informazione Bibliografica, IX, 2, aprile-giugno 2012, pp. 279–302.
- Oltre i confini della narrazione. Oggetti che raccontano in un romanzo e in un museo, in A Garland of Plain True Words, saggi in onore di Paola Bottalla, a cura di Annalisa Oboe e Anna Scacchi, Unipress, Padova, 2012, pp. 435–458.
- Leggere l'Africa in Italia. La ricezione delle letterature africane nei cinquant'anni delle indipendenze, 1960-2010, presentato al convegno di italianistica a Pretoria, in Studi d'italianistica nell'Africa australe. Italian Studies in Southern Africa (ISSA), vol.26 n.1, 2013, pp. 1–25.
- What Museum for Africa?. in The Postcolonial Museum. The Arts of Memory and the Pressures of History, ed. by Iain Chambers, Alessandra de Angelis, Celste Ianniciello, Mariangela Orobona and Michaela Quatraro, Ashgate, London, 2014, pp. 195–209.